# 冬季援助事业

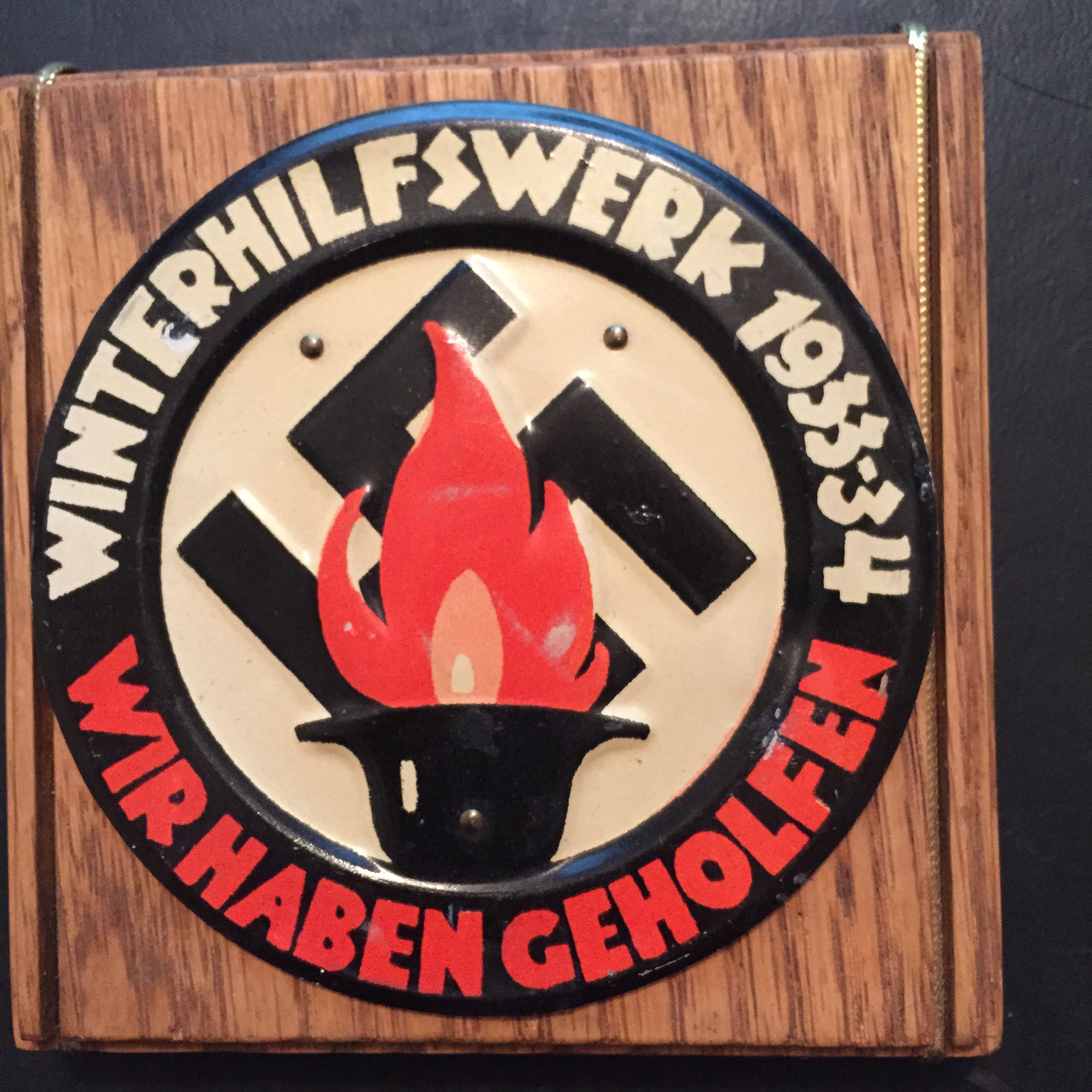
一次冬季援助事业的捐献纪念品

德国人民冬季援助事业（德語：Winterhilfswerk des Deutschen Volkes）是纳粹德国的国家社会主义人民福利的一部分。

## 历史
该事业构想在1931年由海因里希·布吕宁政府提出，1933年纳粹党执政后将其实施。口号为“没人该捱饿！没人该受冻！”（Keiner soll hungern! Keiner soll frieren!）。每年的十月至三月，希特勒青年团和德国少女联盟等组织会在某些周末负责募捐，将销售纪念品的钱换取必要的衣服、食物和木炭并提供给经济困难的德国人。“一锅烩周日”也被提倡，冬季每月的第一个周日，倡导人们烹调简单食物一锅烩（Eintopf）而不是享用周末大餐。节省下来的钱可以用来捐献给贫困的同胞。